# تشارلز روبرتسون (عالم حشرات)
تشارلز روبرتسون (بالإنجليزية: Charles Robertson)‏ هو عالم حشرات أمريكي، ولد في 1858 في كارلينفيل في الولايات المتحدة، وتوفي في 1935.